# Pseudotriakidae
Gli Pseudotriakidae Gill, 1893 sono una famiglia di squali dell'ordine Carcharhiniformes che contiene tre generi e quattro specie.

## Etimologia
Il nome deriva dal Greco pseudes (falso) + triakis (triplo).

## Areale
Si trovano in tutti gli oceani dal Madagascar a Taiwan ed alle Hawaii fino all'Islanda.

## Habitat
Sono pesci abissali che vivono al di sopra degli zoccoli continentali ed insulari da 200 fino a 1500 metri di profondità.

## Aspetto
Hanno un corpo lungo e voluminoso, di colore marrone scuro. Gli occhi sono allungati e simili a quelli dei gatti. Presentano membrane nittitanti, grossi spiracoli ed un'enorme ampia bocca che si protrae fin dietro gli occhi. I solchi labiali sono molto corti, ed in denti presentano cuspidi e si trovano in grandi quantità, con 200 o più file per ogni mascella. Hanno due grandi pinne dorsali senza spine ed una pinna anale. La prima delle due dorsali è abbassata ed allungata come una costola. La pinna caudale ha un prominente lobo ventrale.

## Riproduzione
Sono animali ovovivipari, che mettono al mondo da 2 a 4 cuccioli per volta.

## Alimentazione
Si nutrono probabilmente di una varietà di pesci ossei abissali, di piccoli squali o razze e di invertebrati.

## Tassonomia
FishBase ed ITIS (+ Last & Gaudiano 2011) riconoscono queste specie:
- genere Gollum (Compagno, 1973)
  - Gollum attenuatus (Garrick, 1954)
  - Gollum suluensis Last & Gaudiano, 2011
- genere Pseudotriakis (Brito Capello, 1868)
  - Pseudotriakis microdon (Brito Capello, 1868)
- genere Planonasus (Weigmann, Stehmann, Thiel, 2013)
  - Planonasus parini (Weigmann, Stehmann, Thiel, 2013)